# 굴통뿌리
굴통뿌리는 경기도 화성시 서신면 백미리에 속하는 섬으로, 미등록도서이다.

## 지리
섬은 제부도와 연결된 시스택 구조를 보인다. 섬 내부에 작은 시아치가 형성되어 있다. 섬을 이루는 암석은 운모편암으로, 풍화 작용에 의하여 암갈색을 띤다.
2008년의 조사에서 식물은 총 10종이 확인되었다. 팥배나무와 참싸리의 군락이 주를 이루며, 북쪽 가장자리에는 음나무 군집이 있다. 무척추동물은 댕가리, 총알고둥, 굴, 고랑따개비가 우점종이다. 이 밖에 해조류는 발견되지 않았다.